# Estados inexistentes en los sellos postales

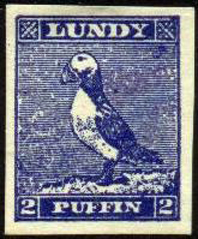
Fratercula arctica. El sello de fantasía (о cenicienta) de Lundy, 1929.

Los estados inexistententes en los sellos postales son micronaciones o estados que carecen de existencia legal, estados virtuales (de web), que emiten con fines propagandísticos o especulativos. Según cálculos de los expertos estas emisiones de sellos ilegales exceden los 80 millares y siguen subiendo.

## Peritaje de sellos ilegales
Aunque no existe un método para hacerlo, considere los siguientes antecedentes:
- La mayoría de los sellos ilegales se emiten a nombre de países o territorios de África o la ex Unión Soviética, o pequeñas naciones insulares (por ejemplo, Timor Oriental). Las viejas emisiones ilegales de la década de 1970 eran frecuentemente emitidas a nombre de los estados árabes.
- Sus diseños generalmente representan temas bien trillados,[1] tales como animales, figuras del deporte, y estrellas del cine. Generalmente, pero no siempre, sin afinidad al país o territorio nombrado en la estampilla.
- Los catálogos filatélicos no las consignan, por ejemplo, (Catálogo Scott, Catálogo Stanley Gibbons, Catálogo Yvert et Tellier o Catálogo Michel).

- El Sistema de numeración de la AMDF, desarrollado por Asociación Mundial para el Desarrollo de la Filatelia y la Unión Postal Universal (UPU), tienen desde 2002 catálogos de estas emisiones espurias. Sin embargo no todos los miembros de la UPU participan.
- La UPU emite periódicamente alertas[2] a pedido de las autoridades postales de las naciones miembros de estas emisiones ilegales.[2]

## Algunas micronaciones que emitieron sellos
- Isla de las Rosas
- Kugelmugel
- Lundy
- Sultanato de Occusi Ambeno
- Reino gay y lésbico de las Islas del Mar del Coral
- República de Acre
- República del Alto Karabaj
- República de Molossia
- Saugeais
- Sealand

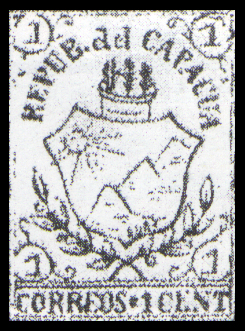
República del Capacua (micronación en Bolivia), 1883
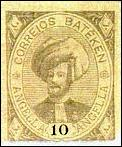
Bateken (inexistente colonia portuguesa), 1897
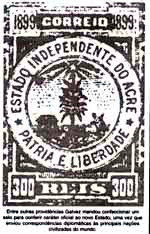
Sello de la República de Acre, 1899
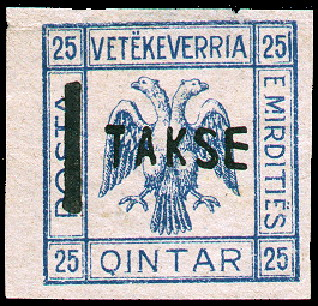
Águila bicéfala en la multa de fantasía (о cenicienta)  de Vetёkeverria e Mirditiёs en Albania, 1922
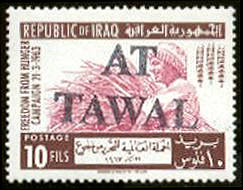
Sello de Irak de 1963 con la sobrecarga «At Tawal» (estado inexistentente en Arabia)
Exposición de «artistamps» emitidos por estados inexistentes, incluyendo sellos de Bruce Grenville. Moscú, 2008Exposición de «artistamps» emitidos por estados inexistentes, incluyendo sellos de Bruce Grenville. Moscú, 2008
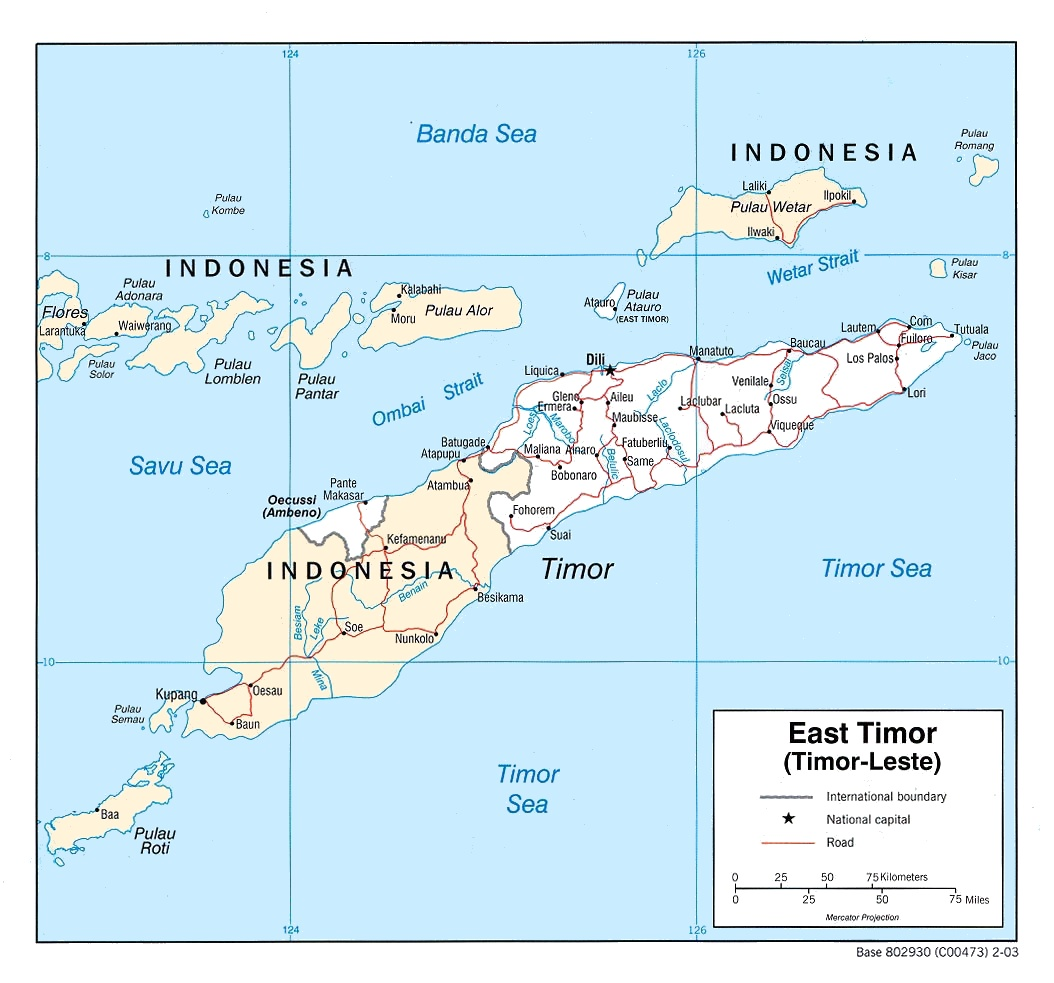
El distrito de Oecussi-Ambeno en Timor, donde ficticiamente se sitúa el Sultanato de Occusi Ambeno, estado creado por Bruce Grenville que produce sellos.
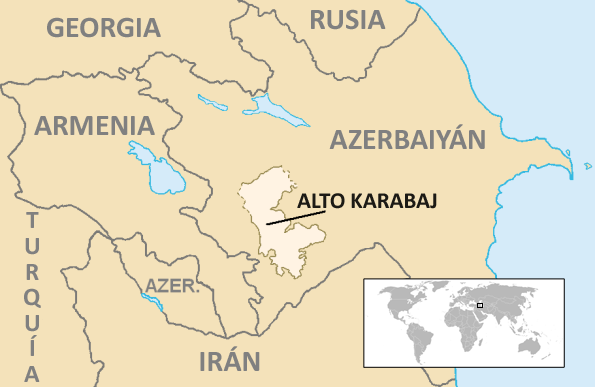
Alto Karabaj: Azerbaiyán ha declarado sus emisiones espurias
La bandera de Turkmenistán, a nombre del cual se emitieron sellos ilegales[4]